# جامعة أوروبا للعلوم التطبيقية
جامعة أوروبا للعلوم التطبيقية (بالإنجليزية: University of Europe for Applied Sciences)‏ هي جامعة ربحية في ألمانيا. تأسست عام 2017 ومقرها الرئيسي في إزرلون. كما لها فروع في برلين وبوتسدام وهامبورغ بالإضافة إلى دبي.

## وصلات خارجية
- الموقع الرسمي (بالإنجليزية) (بالألمانية)